# 阿波加脩造
阿波加 脩造（あわか しゅうぞう、1836年1月30日（天保6年12月13日）- 1916年（大正5年）5月12日）は、幕末から明治期の医師、教育者、政治家。衆議院議員。旧姓・佐渡、幼名・捨五郎、通称・正頴、字・士栗。号・酔夢、六無斎。衆議院議員としては野村脩造を名乗った。

## 経歴
越中国射水郡高岡（現富山県高岡市）で、漢方医・8代佐渡養順の息子として生まれる。魚津町（現魚津市）の漢方医・阿波加家の養子となる。春日寛平、緒方洪庵、華岡鹿城、山岡民部などに師事し、医学、蘭学を修めた。
1858年（安政5年）魚津で開業し、コレラの治療に従事した。1872年（明治5年）病院・好生舎を設立。1876年（明治9年）新川県新川郡医務取締に就任。1887年（明治20年）魚津病院の再興に尽くした。下新川郡医師会長、富山県地方衛生委員も務めた。
1861年（文久元年）私塾・阿波加塾を開設。1883年（明治16年）魚津明里小学校（のち魚津市立大町小学校）長となり、小学校教員集会会頭、青年団長、下新川郡教育会長なども務めた。
政界では、区副長、魚津外29町町連合議会議長などに在任。1894年（明治27年）3月、第3回衆議院議員総選挙（富山県第2区、立憲改進党）で当選し、衆議院議員に1期在任した。

## 著作
- 『哥路里贅語』紅屋伝兵衛、1859年。